# Désiré Defauw
Désiré Defauw né le 5 septembre 1885 à Gand (Belgique) et décédé le 25 juillet 1960 à Gary (Indiana) est un chef d’orchestre belge

## Biographie
Désiré Defauw était violoniste de formation. En 1900 il devient premier violon des « Concerts d'hiver » à Gand et en 1906 il commence une carrière de chef d'orchestre au « New London Symphony Orchestra ». De 1914 à 1918 il était premier Violon du « Quatuor belge », qui s'installa après 1920 à Londres sous le nom de « Allied Quartett ». Directeur des « Concerts du Conservatoire » à Bruxelles en 1925, il dirige et enregistre pour la radio nationale belge. A l'invitation d'Arturo Toscanini, il a l'honneur de diriger l'Orchestre symphonique de la NBC dès 1939, puis les autres grandes phalanges américaines. Il quitte la Belgique en 1940 pour diriger l'Orchestre symphonique de Montréal de 1941 à 1952, avant d'être nommé directeur musical du prestigieux Orchestre symphonique de Chicago entre 1943 et 1947.
Désiré Defauw a également été compositeur.